# Союз зближення відроджених народів
Союз зближення відроджених народів також Союз зближення відроджених націй (пол. Związek Zbliżenia Narodów Odrodzonych) — прометеївська організація яка діяла у 1921 — 1923 роках. Головною метою організації було об'єднати антирадянську політичну еміграцію неросійських народів колишньої Російської імперії та їхня взаємна економічна та культурна співпраця. В організації переважали поляки, але також входили представники еміграційної антирадянської опозиції з України, Білорусі та Південного Кавказу. 

## Історія
Творцем організації та одним з основних ідеологів організації був Влодзімєж Вакар. Організація постала у Варшаві на початку 1921 року, коли редакторами часопису «Пшимєже» було офіційно проголошено про її утворення.
Статут «Союзу зближення відроджених народів» було затверджено 10 січня 1921 року. До керівного складу «СЗВН» увійшло багато визначних представників польської інтеліґенції. Так перший з'їзд «СЗВН» очолював Людвік Кшивіцький (1859 – 1941) — польський науковець та публіцист, теоретик культури і професор Варшавського університету, провідна постать лівої польської інтеліґенції, засновник польського соціялізму.
До польської секції «СЗВН» увійшли: Тадеуш Голувко, Александер Богуславський, Антоній Болеслав Добровольський, Ірена Космовська, Вітольд Камєнєцький, Богдан Кутиловський, Єнджей Морачевський, Станіслав Стемповський, Станіслав Сєдлецький, Йоахім Волошиновський, Тадеуш Шетцель, Титус Комарницький, Конрад Лібіцький, Генрик Колодзейський, Казимир Длуський, Мельхіор Ванькович та інші.

### Газета «Пшимєже»
Друкованим органом «СЗВН» була двотижнева газета «Пшимєже» (пол. Przymierze), яка виходила у Варшаві з 15 серпня 1920 року, який фінансувався польською державою. У перший рік вийшло 20 номерів,а продовж 1921 року ще 21 випуск. Головним редактором був Станіслав Сєдлецький. До редакції часопису входили: Александер Богуславський, Антоній Болеслав Добровольський та Влодзімєж Вакар. З часописом співпрацював також Йоахім Волошиновський. 
У першому номері часопису за 15 серпня 1920 року було вміщено програмову декларацію, яку написав Влодзімєж Вакар. 
З середини 1921 року в діяльності СЗВН наступила криза. Після того, як у червні 1923 оку, Юзеф Пілсудський подав у відставку з посади начальника Генерального штабу Збройних Сил Польщі, СЗВН був позбавлений його підтримки та припинив своє існування. 